# 川崎重工グループ
川崎重工グループ（かわさきじゅうこうグループ、英: Kawasaki Heavy Industries Group）は、三大重工企業の一角を成す川崎重工業（KHI）を中核企業とした神戸川崎財閥を源流とする企業グループ。
2021年3月末現在で連結子会社112社、関連会社30社から構成される。グループ行動指針は『世界の人々の豊かな生活と地球環境の未来に貢献する"Global Kawasaki"』 。

## 主なグループ会社一覧

### 親会社
- 川崎重工業（KHI）

### 船舶・海洋
- 川重マリンエンジニアリング
- 川重サポート
- 川重ジェイ・ピー・エス

### 鉄道車輌
- 川崎車両
- アルナ輸送機用品
- 川重車両コンポ
- 川重車両テクノ
- NICHIJO
- 札幌川重車両エンジニアリング

### 航空・宇宙システム
- 日本飛行機
- 川重岐阜サービス
- ケージーエム
- 川重岐阜エンジニアリング
- 日飛スキル
- 川重明石エンジニアリング

### エネルギー・環境プラント設備
- 川重冷熱工業
- カワサキグリーンエナジー
- 川重艦艇エンジンサービス
- カワサキマシンシステムズ
- 川重原動機工事
- アーステクニカ
- アーステクニカM&S
- 川崎油工
- 地中空間開発（日立造船との合弁企業）
- 川重ファシリテック
- スチールプランテック（JFEエンジニアリングと日立造船との合弁企業）
- 川崎エンジニアリング
- 川重環境エンジニアリング
- 株式会社シンキ
- KEE環境工事
- 関西エンジニアリング
- グリーンコール西海（電源開発との合弁企業）

### 二輪車・汎用エンジン・水上オートバイ
- カワサキモータース
- カワサキモータースジャパン
- テクニカ
- ユニオン精機
- オートポリス
- ケイテック
- 新日本ホイール工業

### ロボット
- カワサキロボットサービス
- メディカロイド（シスメックスとの合弁企業）
- リモートロボティクス（ソニーグループとの合弁企業）

### その他
- 川重商事（川崎汽船、出光興産との合弁企業）
- カワサキライフコーポレーション
- 川重ハートフルサービス（特例子会社）
- ケイキャリアパートナーズ
- ベニックソリューション
- 川重テクノロジー
- 日飛興産

### 過去のグループ企業
- KCM（日立建機へ売却）
- MES-KHI由良ドック（三井E&S造船へ売却）
- 川崎設備工業（2008年4月に大半の株式を関電工へ売却）
- 川重サービス（カワサキライフコーポレーションと合併）
- 川崎金属工業（清算済）
- いすゞバス製造（1997年10月に保有株式をいすゞ自動車へ売却）